# Denise Duncan Villalobos
Denise Duncan Villalobos (Costa Rica, 1979) és una dramaturga, directora, guionista i actriu de teatre, resident a Barcelona des de 2005. És cofundadora de la companyia de teatre La Pulpe Teatro (2011). Forma part de Tinta Negra, un col·lectiu en defensa de la diversitat racial a l'escena i és membre de la revista Acotaciones. Ha guanyat la Mostra de Teatre de Barcelona de 2012 i el Premi Ciutat de Manacor de Teatre per Negrata de merda l'any 2018.
Té una vasta formació, sent llicenciada en Arts Dramàtiques i Periodisme (Universitat de Costa Rica, 2004), en Direcció i Dramaturgia (Institut del Teatre de Barcelona, 2012) i un màster en Estudis Teatrals i Audiovisuals (Universitat de La Corunya, 2004).
També ha exercit com a professora en la creació de textos teatrals.

## Obra
En els seus textos, l'autora parla de les seves experiències com a dona, afrodescendent i migrant. Apel·la a l'espectador a fer autocrítica i rebel·lar-se contra el neocolonialisme vigent i envers el masclisme i el racisme de la societat actual.
Les seves obres teatrals són:
| Títol                                                                    | Any  | Tasca             |
| ------------------------------------------------------------------------ | ---- | ----------------- |
| Negra, o nocturnal de una piel inoculada por el odio nuestro de cada día | 2004 | Autoria           |
| Esta linda la mar                                                        | 2012 | Autoria, direcció |
| Més enllà de la foscor                                                   | 2012 | Coautoria         |
| Vaques sagrades                                                          | 2013 | Autoria           |
| C.O.C.A.                                                                 | 2014 | Autoria, direcció |
| Absentée                                                                 | 2014 | Autoria           |
| La taverna dels bufons                                                   |      | Coautoria         |
| Una dona en el mirall                                                    | 2018 | Autoria, direcció |
| Mamita Yunai                                                             | 2018 |                   |
| Parlen d’una revolució                                                   |      | Autoria           |
| Taques de tardor                                                         | 2019 |                   |
| Negrata de mierda                                                        | 2019 | Autoria, direcció |
| Banzo, el aliento de las ancestras                                       | 2019 |                   |
| El combate del siglo                                                     | 2021 | Autoria, direcció |
| Henrietta, el musical                                                    | 2022 | Autoria           |
| El último adiós                                                          | 2022 | Autoria, direcció |
| Títuba. Bruixa, negra i ramera                                           | 2022 | Autoria, direcció |

Ha pogut treballar, entre d'altres, amb intèrprets com Carla Rovira, Dafnis Balduz, Joan Pera, Carles Canut, Marta Santandreu, Yolanda Sikara, Kathy Sey, Malcolm McCarthy, Carol Muakuku, Queralt Albinyana, Àlex Brendemühl, Armando Buika, Andrea Ros o Yolanda Sey i amb els dramaturgs Martí Torras, Marc Artigau, Lara Díez Quintanilla, Josep Maria Miró, Iván Morales, Marília Samper, Marc Rosich, Mercè Sarrias i Victoria Szpunberg.
Amb col·legues de l'Institut del Teatre, va crear la companyia La Pulpe Teatro, de la que és la cara visible i exerceix com a directora i escriptora. Una pulpería és, en diversos punts de Llatinoamèrica, una botiga de queviures amb un ampli ventall de productes; diversitat que s'ha convertit en el leitmotiv de la companyia.
Duncan ha participat també en el llibre Textos per no res, un homenatge coral a la figura de Samuel Beckett en el 30è aniversari de la seva mort. Des de 2020, forma part del consell assessor de la revista d'investigació i creació teatral Acotaciones, depenent de la Real Escuela Superior de Arte Dramático.

## Premis i distincions
Al llarg de la seva carrera, Denise Duncan ha obtingut els següents reconeixements:
- 2004: Accésit del Premi de Textos teatrals Marqués de Bradomín (Negra, o nocturnal de una piel inoculada por el odio nuestro de cada día).
- 2012: Premi al millor espectacle de la 17ª Mostra de Teatre de Barcelona (Está linda la mar).[20]
- 2018: Premi Ciutat de Manacor de Teatre Jaume Vidal Alcover (Negrata de mierda).
- 2019: Beca VII Laboratori d'escriptura teatral, SGAE (Banzo, el aliento de las ancestras).
- 2019/2020: Autora resident de la Sala Beckett de Barcelona.[5]
- 2019/2021: Autora resident al Teatre Tantarantana de Barcelona.[1]

## Vida personal
Nascuda a Costa Rica, va formar-se en Periodisme i Arts Dramàtiques. Allà va tenir el primer contacte amb el teatre i l'escriptura. Va arribar a Espanya l'any 2004, per continuar amb la seva formació cursant un master a La Corunya. El 2005 s'estableix a Barcelona, on s'inscriu a l'Institut del Teatre i engega la seva carrera professional amb La Pulpe Teatro.
Duncan és mare d'un nen, Hans, nascut el 2015.
En una entrevista concedida a l'activista Basha Changuerra, l'any 2019, va reconèixer haver patit discriminació racial i insults i que la seva maternitat va fer-li replantejar l'enfocament de la seva creació com a dona afrodescendent, fent-la més reivindicativa.